# Austràlia Occidental
Austràlia Occidental és el més gran dels estats d'Austràlia, situat a l'oest d'Austràlia Meridional i el Territori del Nord. Ocupa el terç sencer del continent australià i és la segona circumscripció territorial més gran del món. Té 2,2 milions d'habitants (un 10% del total de la nació), un 85% dels quals viuen al cantó sud-oest de l'estat.
La ciutat capital de l'estat és Perth. Els autòctons d'Austràlia Occidental són col·loquialment coneguts com a sandgropers, nom comú d'un insecte que es troba a les dunes de sorra al voltant de Perth.
Administrativament, l'estat es divideix en nou regions i l'àrea metropolitana de Perth. I aquestes se subdivideixen en 141 àrees de govern local.
El capità James Stirling va fundar Perth el 1829 al país dels Whadjuk com el centre administratiu de la colònia del riu Swan, la primera colònia de colons lliures a Austràlia establerta per capital privat. Va rebre el nom de la ciutat de Perth, Escòcia, pel patró de Stirling, Sir George Murray, que tenia connexions amb la zona. En 6 de febrer de 1832 la colònia fou rebatejada com Colònia d'Austràlia Occidental. En 1850, els condemnats van començar a arribar a la colònia en gran nombre per construir carreteres i altres infraestructures públiques,